# Дубовое Озеро (посёлок)
Дубовое Озеро  —  упразднённый посёлок в Благовещенском районе Башкирской АССР РСФСР СССР. Существовал до 1968 года. Входил в состав Новонадеждинского сельсовета. 
Ныне урочище в Благовещенском районе Республики Башкортостан Российской Федерации.

## География
Располагался в 18 км от райцентра, в правобережье р. Мамонда.

## История
Основан в 1920-е гг. как товарищество в Уфимском кантоне БАССР.  С 1930-х гг. фиксировался как посёлок.

## Население
В 1939 насчитывалось 95 человек, в 1959 – 14 (по другим данным - 15, из них 7 мужчин, 8 женщин).
Жили русские (1959). 

## Инфраструктура
Личное подсобное хозяйство с зоной сельскохозяйственного использования, индивидуальная застройка усадебного типа.
В 1925 учтено 14 хозяйств.